# Winchester Model 1894
El Winchester Model 1894 (també conegut com el fusell Winchester .30-30, Winchester 94, Win 94, Winchester .30-30, o simplement .30-30) és un dels més famosos i populars fusells de cacera. Va ser dissenyat per John Moses Browning en 1894 i va ser produït per la Winchester Repeating Arms Company fins a 1980 i després per l'U.S Repeating Arms sota la marca Winchester fins que van cessar de produir fusells el 2006. El 2010, FN Herstal reintroduirà el Model 94 com una arma de producció limitada.

## Història i desenvolupament
El Model 1894 original va ser produït per emprar els cartutxos .32-40 Winchester, .38-55 Winchester, .25-35 Winchester, .30-30 Winchester i .32 Winchester Special.
Va ser el primer fusell de cacera que va vendre més de 7.000.000 d'unitats. El Model 1894 número 1.000.000 va ser obsequiat al President Calvin Coolidge el 1927, el fusell número 1.500.000 va ser obsequiat al President Harry S.Truman el 8 de maig de 1948 i el fusell número 2.000.000 va ser obsequiat al President Dwight Eisenhower el 1953.
Va ser el primer fusell de cacera que va emprar els llavors nous cartutxos amb pólvora sense fum. El .30-30 Winchester és el cartutx que es va convertir en sinònim del fusell Model 1894.
El 1964 es va modificar el procés de fabricació del Model 1894 per reduir els seus costos de producció. Generalment els fusells "pre-64" tenen un major preu que els fusells post-64.
El Winchester Model 1894 va ser dissenyat per permetre l'ocupació de cartutxos més llargs que els empleats en les carabines Winchester 1892. Quan la palanca és halada cap avall, el fons de la caixa de mecanismes baixa amb ella, fent més espai i permetent l'alimentació d'un cartutx més llarg sense necessitat d'allargar la caixa de mecanismes. El mecanisme és complex, però molt fiable. El desmuntat complet de l'acció és una tasca amb múltiples etapes que han d'executar-se en una seqüència precisa. No obstant això, molt rares vegades és necessari desmuntar completament l'acció. El cartutx més gran que pot emprar l'acció del Model 1894 és el .450 Marlin, que és emprat en alguns fusells fets sota comanda i en l'efímera Carabina Timber, que tenia una caixa de mecanismes Model 1894 sobredimensionada.
Dècades després que el Winchester 1892 es tornés obsolet, els fusells Winchester Model 1894 també van ser fabricats en calibres de revòlver tals com el .38 Special/.357 Magnum, .44 Special/.44 Magnum, .45 Long Colt (de vegades anomenat .45 Colt o .45 Cowboy), així com el .44-40 Winchester. Usualment, el dipòsit tubular té una capacitat de 9 a 13 cartutxos dels esmentats anteriorment. La capacitat del dipòsit depèn de la longitud del canó, ja que el dipòsit tubular (situat sota el canó) usualment abasta tota la longitud del canó.
Els calibres de revòlver són preferits pels actuals Tiradors Pràctics Cowboy, ja que permet emprar la mateixa munició per al fusell i el revòlver. Una combinació usual és un Colt 1873 (Colt Peacemaker o clon) i un Winchester (o qualsevol fusell de palanca fabricat, per exemple, per Uberti o Marlin Firearms) capaç de disparar el mateix tipus de munició. L'acció del Model 1894, dissenyada per emprar cartutxos carregats amb pólvora sense fum, és molt més resistent que l'acció dels anteriors fusells Winchester (Models 1866, 1873, 1876), que estaven basats en el sistema de forrellat articulat de Benjamin Henry, podent emprar amb facilitat cartutxos moderns de gran pressió, com el .44 Magnum (igual que el Model 1892, un altre disseny de Browning). El Model 1892 va deixar de produir-se el 1941 i ha estat recentment introduït en producció limitada.
La producció d'aquest fusell als Estats Units va ser destituïda el 2006. Hi havia 14 versions del Model 1894 al catàleg Winchester de 2005.
El Winchester Model 1894 es va guanyar el títol del fusell més venut en la història dels Estats Units.
En 2010, la Winchester Repeating Arms reintroduirà el Model 1894. "Serà ofert en dos models Edició Limitada que commemoraran el bicentenari del naixement d'Oliver F. Winchester en Nova Anglaterra el 1810. Un Model 1894 Personalitzat i un Model 1894 Alta Qualitat seran oferts en calibre .30-30 Winchester... La distribució d'aquests dos fusells commemoratius començarà a mitjan 2010. Tots dos models tenen un dipòsit tubular amb capacitat de 8 cartutxos, una longitud de 42 polzades (1066,8 mm), una taxa de torsió de 10 polzades (254 mm) i un pes faig una mitjana de 8 lliures (3,62 kg). El preu recomanat del Model 1894 Personalitzat és de $1959. El preu recomanat del Model 1894 Alta Qualitat és de $1469".

## Winchester versus el disseny Marlin
Una dels desavantatges de l'acció del Model 1894 respecte a les dels seus principals contrincants, el Marlin Model 336 i el Marlin Model 1894, és que ejecta la beina del cartutx disparat per la part superior de la caixa de mecanismes, al contrari dels Marlin, que ejecten la beina lateralment i tenen calaixos de mecanismes amb la part superior tancada. El motiu pel qual això és de vegades considerat com un desavantatge, és que una arma que ejecta les beines cap amunt no pot muntar una mira telescòpica sobre la caixa de mecanismes, sinó que ha de muntar-se sobre el canó o en el costat oposat de la caixa de mecanismes, reduint la utilitat i necessitat d'una mira telescòpica. En canvi, alguns usuaris prefereixen no muntar mires telescòpiques en un fusell que és considerat ideal per a blancs situats fins a una distància de 183 metres (200 iardes). El no instal·lar-li una mira telescòpica redueix el pes de l'arma, permetent al tirador apuntar amb major rapidesa a curta distància i a blancs en moviment.
Winchester va resoldre el problema de l'ejecció cap amunt en canviar l'angle d'ejecció en els fusells fabricats a inicis de la dècada de 1980, que ejectaven les beines en un angle situat entre el del disseny original i el de Marlin. Aquest canvi en l'angle de l'ejecció va fer possible el muntatge d'una mira telescòpica sobre la caixa de mecanismes. Tanmateix, diversos tiradors van veure això com l'inici de la ruïna del fusell. A mitjans de la dècada de 1990 es va canviar l'anterior assegurança d'esquerda del martell (que s'activava en accionar-ho fins a la meitat del seu recorregut) a una assegurança accionada mitjançant un botó, com el dels ja esmentats fusells Marlin. No obstant això, molts usuaris prefereixen l'assegurança d'esquerda abans que la nova assegurança accionada mitjançant botó. Els últims fusells Winchester Model 1894 que van sortir de la fàbrica de New Haven abans del seu tancament en 2006, portaven assegurances amb el botó muntat en el guardamà.
En 2008, Mossberg introdueix el seu fusell Model 464 calibre .30-30 Winchester, que exteriorment és molt similar al Winchester Model 1894. Combina característiques dels dissenys de Winchester i Marlin, igual que algunes de disseny propi.